# Cieszyna
Cieszyna est un village du sud-est de la Pologne dans la voïvodie des Basses-Carpates. Il fait partie de la gmina de Frysztak (commune rurale) et du powiat de Strzyżów. La population du village s'élève à 1 032 habitants en 2011.

## Géographie
| Stępina       | Pstrągówka |          |
| Glinik Średni | Cieszyna   | Wiśniowa |
| Pułanki       | Kobyle     | Jazowa   |

Cieszyna se situe à 3,2km de Frysztak, 12,8km de Strzyżów et 23,2km de Krosno.